# 자리공
자리공(학명: Phytolacca acinosa)은 석죽목 자리공과에 속하는 여러해살이 풀이다. 덩이뿌리는 굵고, 줄기는 원기둥 모양이며 높이는 1.3m 가량이다. 잎은 달걀 모양이나 타원형으로 어긋나게 달린다. 꽃은 5-6월경에 빽빽하게 총상꽃차례를 이루면서 피는데 꽃덮이가 없다. 열매는 자줏빛으로 8개의 골돌과가 서로 인접하여 둥그렇게 배열되며 독성이 있다. 주로 촌락 부근에 많으며, 한국 각지에 널리 분포하고 있다. 그 열매는 미국의 대통령 에이브러험 링컨이 즙을 내어 잉크 대신 사용한 적이 있다고 한다.